# コンプトン波長
コンプトン波長（コンプトンはちょう、英: Compton wavelength）とは、粒子の質量を長さとして表した物理定数である。名称はアメリカの実験物理学者アーサー・コンプトンに由来する。
質量 m の粒子のコンプトン波長 λ は、プランク定数 h と光速度 c を用いて
{\displaystyle \lambda ={\frac {h}{mc}}}
と表される。コンプトン波長は量子論を特徴づけるプランク定数と、特殊相対性理論を特徴づける光速度によって、質量を長さに換算した量であるといえる。
コンプトン波長は、元々は1922年にコンプトンが発見したコンプトン効果に登場する量である。X線を物質に照射したとき、散乱X線の波長が入射X線より長くなる。この波長の変化が元の波長や物質の種類には依存せず、散乱角にのみ依存する。散乱角が90度の時の波長の変化が元々のコンプトン波長である。波長の変化が最大となるのは散乱角が180度のときである。このコンプトン波長は電子と光子の非弾性散乱として解釈され、電子の質量を長さとして表したものである。このような歴史的経緯から単にコンプトン波長と言ったときは通常は電子のコンプトン波長を指すが、その他の粒子についても考えることができる。
電子のコンプトン波長の値は
{\displaystyle \lambda _{\text{C}}=2.426~310~235~38(76)~{\text{pm}}}
である（2022 CODATA推奨値）。